# Phrynium pedunculatum
Phrynium pedunculatum là một loài thực vật có hoa trong họ Marantaceae. Loài này được Warb. ex K.Schum. & Lauterb. miêu tả khoa học đầu tiên năm 1900.